# Федоровське (Опочецький район)
Федоровське (рос. Фёдоровское) — присілок в Опочецькому районі Псковської області Російської Федерації.
Населення становить 15 осіб. Входить до складу муніципального утворення Варигинська волость.

## Історія
Від 2015 року входить до складу муніципального утворення Варигинська волость.

## Населення
| 2001 | 2002 | 2010 | 2013 | 2014 | 2015 | 2016 |
| ---- | ---- | ---- | ---- | ---- | ---- | ---- |
| 27   | ▲33  | ▼18  | ▲27  | ▼17  | ▼15  | ▬15  |